# 拉羅斯 (路易斯安那州)
拉羅斯（英語：Larose）是位於美國路易斯安那州拉福什堂區的一個普查規定居民點。

## 人口
根據2020年美國人口普查的數據，拉羅斯的面積為28.92平方千米，當中陸地面積為28.15平方千米，而水域面積為0.67平方千米。當地共有人口6763人，而人口密度為每平方千米233.85人。